# Hans-Wolfgang Arndt

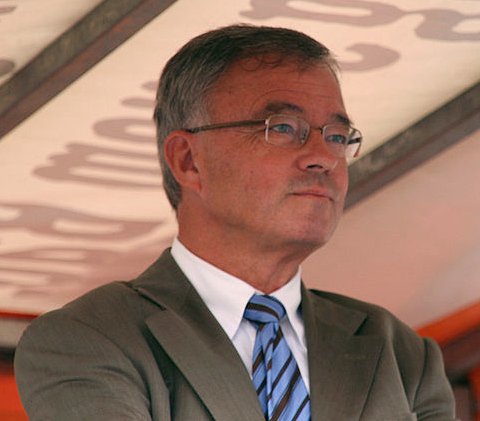
Hans-Wolfgang Arndt 2006

Hans-Wolfgang Arndt (* 2. April 1945 in Prag) ist ein deutscher Professor für Steuerrecht. Er war Ordinarius und von 2001 bis 2012 Rektor der Universität Mannheim.

## Leben
Nach dem Studium der Rechtswissenschaft von 1964 bis 1968 in Tübingen, Berlin und Bochum, wurde Arndt wissenschaftlicher Assistent an der Johannes-Gutenberg-Universität Mainz am Lehrstuhl von W. Rudolf. 1972 folgte die Promotion an der juristischen Fakultät der Ruhr-Universität Bochum. Nach der Habilitation 1977 nahm Arndt zunächst eine Stelle in Konstanz an. 1983 folgte der Ruf an die Universität Mannheim. Seitdem war Arndt Inhaber des Lehrstuhls für Öffentliches Recht und Steuerrecht. 2012 ging er in den Ruhestand.
Arndt war vor seiner Wahl zum Rektor Vertrauensdozent der Friedrich-Ebert-Stiftung, seit 1984 ständiger Mitarbeiter der Bundesfinanzakademie für die Ausbildung des höheren Dienstes in der Finanzverwaltung des Bundes und der Länder sowie seit 1982 Sachverständiger des Finanzausschusses des Deutschen Bundestages. Er war Mitglied des Kuratoriums der Initiative Neue Soziale Marktwirtschaft.

## Wirken als Rektor
Arndt wurde 2001 nach der Berufung von Peter Frankenberg zum Wissenschaftsminister von Baden-Württemberg zum Rektor der Universität Mannheim gewählt. Seitdem stand Arndt für die Umstrukturierung der Universität Mannheim in Richtung einer wirtschaftswissenschaftlichen Hochschule, einer Business School. Im Rahmen dieser Profilbildung wurden mehrere Studiengänge der Universität geschlossen und bestehende mit den Wirtschafts- und Sozialwissenschaften vernetzt. Diese Reformvorschläge waren heftig umstritten. Die Vermittlung des Universitätsratsvorsitzenden brachte schließlich die zerstrittenen Parteien dazu, einen Kompromiss zu schließen. Der daraus entwickelte Struktur- und Entwicklungsplan wurde daraufhin im Frühjahrssemester 2008 im Senat der Universität einstimmig verabschiedet und die Reform als geglückt bezeichnet.